# 3,4-다이하이드록시페닐아세트알데하이드
3,4-다이하이드록시페닐아세트알데하이드(영어: 3,4-dihydroxyphenylacetaldehyde, DOPAL)는 뇌의 주요 신경전달물질인 도파민의 대사 과정에서의 중요한 대사 중간생성물이다. 뉴런에서 도파민의 모든 효소 대사는 3,4-다이하이드록시페닐아세트알데하이드를 거친다. 카테콜알데하이드 가설에 따르면, 3,4-다이하이드록시페닐아세트알데하이드는 파킨슨병의 발병 과정에 중요한 역할을 한다. 3,4-다이하이드록시페닐아세트알데하이드는 화학적으로 합성될 수 있다. 3,4-다이하이드록시페닐아세트알데하이드는 주로 알데하이드 탈수소효소에 의해 대사된다.

## 같이 보기
- 3,4-다이하이드록시페닐아세트산 (DOPAC)